# 吉翔
吉翔（1990年3月1日—），中国足球运动员，司职中场，现效力于中超球队山东泰山。

## 职业生涯
吉翔于2008年加入江苏舜天，是舜天中场边路大将。
2012年10月20日，在该年中超联赛第28轮江苏舜天与广州恒大的比赛中，吉翔开场7秒便取得进球，创下中超最快进球纪录，被球迷称为“7秒哥”。
2021年4月12日，吉翔加盟山东泰山足球俱乐部。